# Département de Kanel
Le département de Kanel est l’un des 46 départements du Sénégal et l'un des 3 départements de la région de Matam, dans l'est du pays.

## Administration
Son chef-lieu est la ville de Kanel.
Le département compte deux arrondissements : Orkadiere et Wouro Sidy, créé en 2008.
Les localités ayant le statut de commune sont Kanel, Semmé, Waoundé, Dembancané (créée en 2008), Hamady Ounaré (2008), Sinthiou Bamambé-Banadji (2008) et Odobéré (2011).

## Histoire
Kanel est une ville de peuls ethnies des jakes be et de jinkobe et jawbe vers 1250 bien avant l'arrivée de ceerno Sidiky Daff qui était réfugié à kanel et hébergé par fondou sire sow Mawdo[incompréhensible].
Vers 1400, Thierno Sidiky Daff vient à Kanel avec huit concessions. Il trouve sur place des Peuls. Il est le fondateur du quartier de Thielol.

## Population
La population s'élève à 274 174 habitants en 2015 avec 48,8 % d'hommes et 51,2 % de femmes.